# Prado Gatão

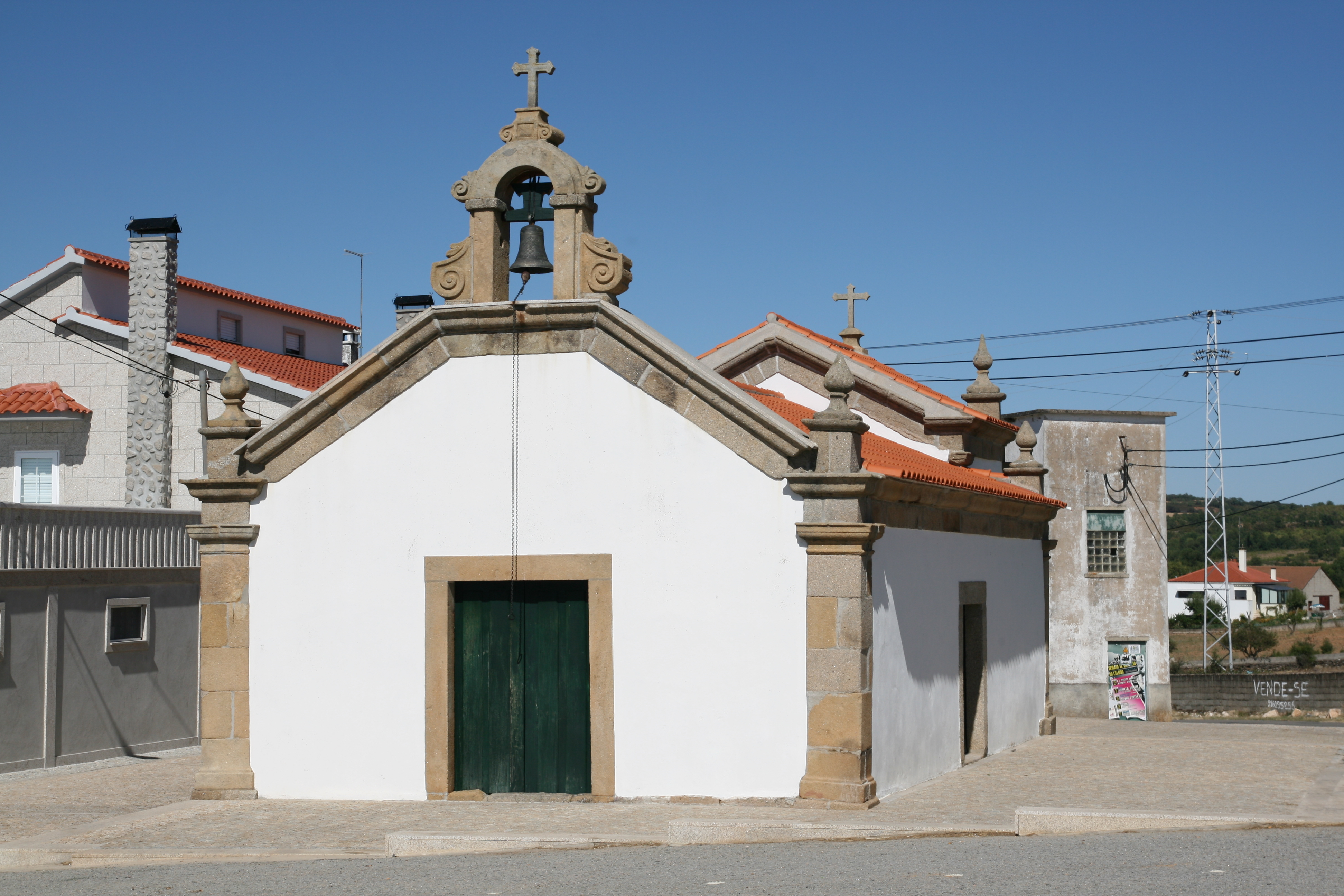
Capela de Santo Cristo in Prado Gatão

Prado Gatão ist ein Dorf im Gebiet der portugiesischen Gemeinde Palaçoulo (Kreis Miranda do Douro). 
Es liegt etwa zwei Kilometer südöstlich des Hauptortes. Südöstlich führt die Fernverkehrsstraße  IC5 (Vila do Conde – Miranda do Douro) am Ort vorbei.
Bis 1757 war Prado Gatão eine eigene Freguesia. Das Ortsbild wird bestimmt von der Pfarrkirche, die am höchsten Punkt der Siedlung errichtet wurde. Weiteres Sakralbauwerk ist die Capela de Santo Cristo.